# Spårö-klass
Spåröklass är en fartygsklass inom svenska marinen. Två fartyg i klassen, HMS Sturkö (M14) och HMS Spårö, byggdes om år 2004 till 2005. Möjligheten att lägga ut ett minsvep togs bort och istället utrustades båtarna med diverse röjdyksinstallationer. Möjligheten att söka och identifiera minor med hjälp av sonar och Rov är bibehållen.

## Fartyg i klassen
| Fartygsnummer | Namn       | Byggandet påbörjas | Sjösattes       | I tjänst         | Flottilj               | Status                                          |
| ------------- | ---------- | ------------------ | --------------- | ---------------- | ---------------------- | ----------------------------------------------- |
| M12           | HMS Spårö  |                    | 30 augusti 1996 | 21 februari 1997 | 4. sjöstridsflottiljen | Ombyggd till Spårö-klass 2004 från Styrsö-klass |
| M14           | HMS Sturkö |                    | 27 juni 1997    |                  | 4. sjöstridsflottiljen | Ombyggd till Spårö-klass 2004 från Styrsö-klass |